# Засухоустойчивость
Засухоустойчивость — способность растений переносить последствия почвенной и воздушной засухи: обезвоживание и перегрев тканей с наименьшим снижением продуктивности.

## Общие сведения
Уровень засухоустойчивости конкретного растительного организма обусловлен в первую очередь его генетической приспособленностью к условиям местообитания, но при определённых условиях может быть усилен путём его постепенного приспособления (адаптацией) к недостатку воды. Молекулярно-генетические причины засухоустойчивости заключаются в том, что цитоплазма клеток и система биосинтеза белка у растения оказываются как устойчивыми к обезвоживанию, так и способными к быстрому восстановлению после восстановления в тканях водного баланса.
По отношению к воде выделяют три морфологические группы:
- Ксерофиты — растения засушливых местообитаний.
- Гигрофиты — растения водных и увлажнённых местообитаний.
- Мезофиты — растения, обитающие в среде со средней обеспеченностью водой.

На разных этапах развития растения реагируют на засуху по-разному. Древесные растения обычно более засухоустойчивы, чем другие жизненные формы благодаря глубоко проникающей в почву корневой системе, запасам воды в корнях, стволе и ветвях. Различия в засухоустойчивости древесных пород обусловлена не одинаковой глубиной корневой системы или различной эффективностью использования воды.
Недостаток воды может наблюдаться и зимой, если водоснабжение нарушается вследствие продолжительных морозов. Такое явление называется зимней засухой. Зимняя засуха наиболее опасна в конце зимы, когда почва ещё не оттаяла (и, соответственно, корневая система ещё не способна впитывать воду), а солнце нагревает ветви, усиливая транспирацию.

## Засухоустойчивость культурных растений
Большинство культурных растений-мезофитов обладают способностью переносить засуху в течение небольшого промежутка времени. Среди широко распространённых культур наибольшей засухоустойчивостью обладает сорго; средняя засухоустойчивость наблюдается у кукурузы, проса, пшеницы и ячменя; наименее устойчивы к засухе овёс и рис.
Разработаны различные агротехнические приёмы для повышения засухоустойчивости растений; среди них — специально разработанные севообороты, внесение удобрений, способствующих повышению у растений способности переносить засуху, а также различные способы закаливания (обычно общие с закаливанием растений с целью повышения их жаровыносливости): так, известен метод замачивания семян перед посевом и последующего их подсушивания, метод обработки семян раствором хлорида кальция, а также метод ступенчатого закаливания проростков, заключающийся в попеременном помещением проростков то неблагоприятные, то благоприятные условия.